# Témiscamingue
Témiscamingue (AFI: [temiskamɛ̃g]) es un municipio regional de condado (MRC) de la provincia de Quebec en Canadá. Este MRC está ubicado en la región de Abitibi-Témiscamingue. La capital y más poblada ciudad es Ville-Marie.

## Geografía

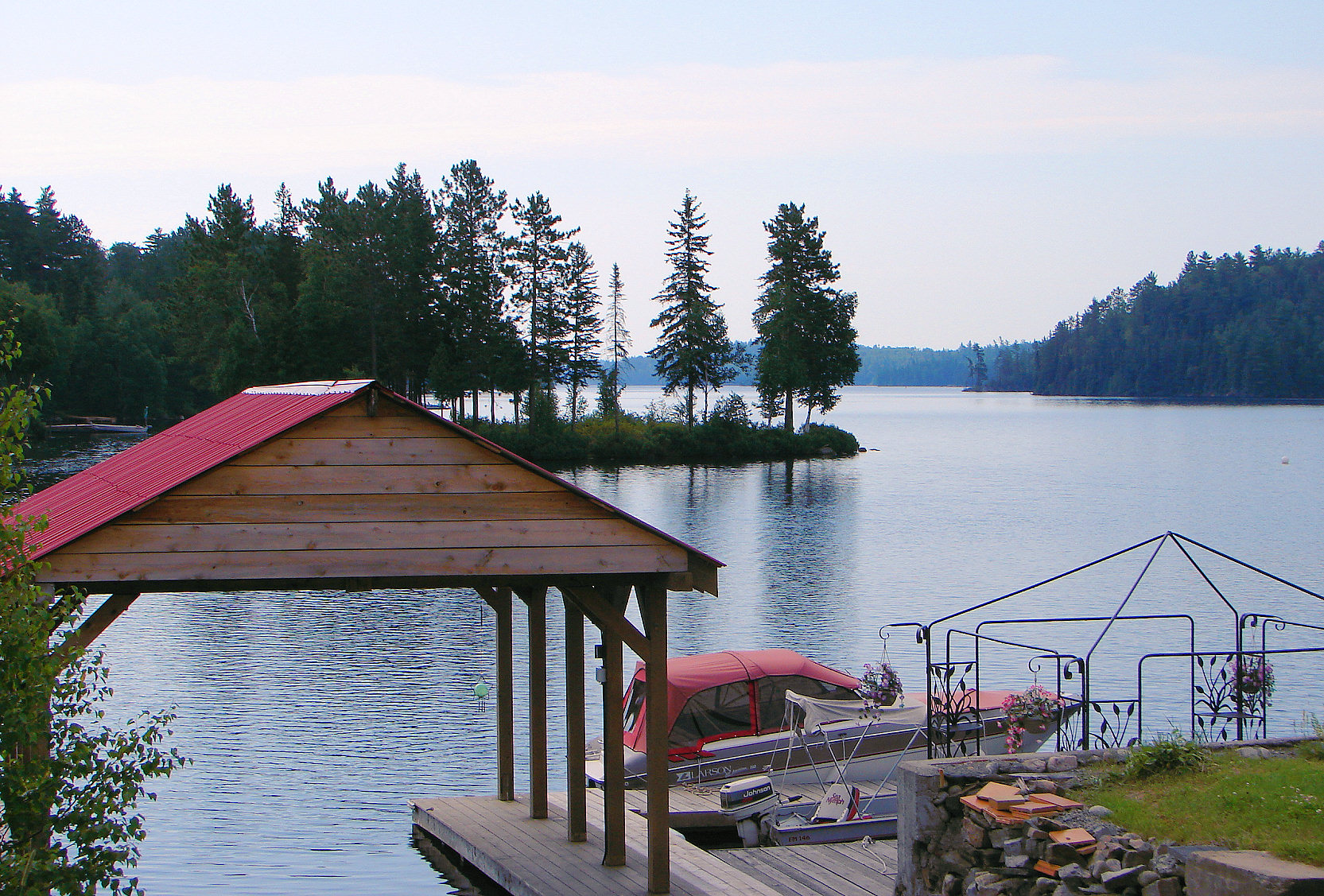
Lago Kipawa en Laniel

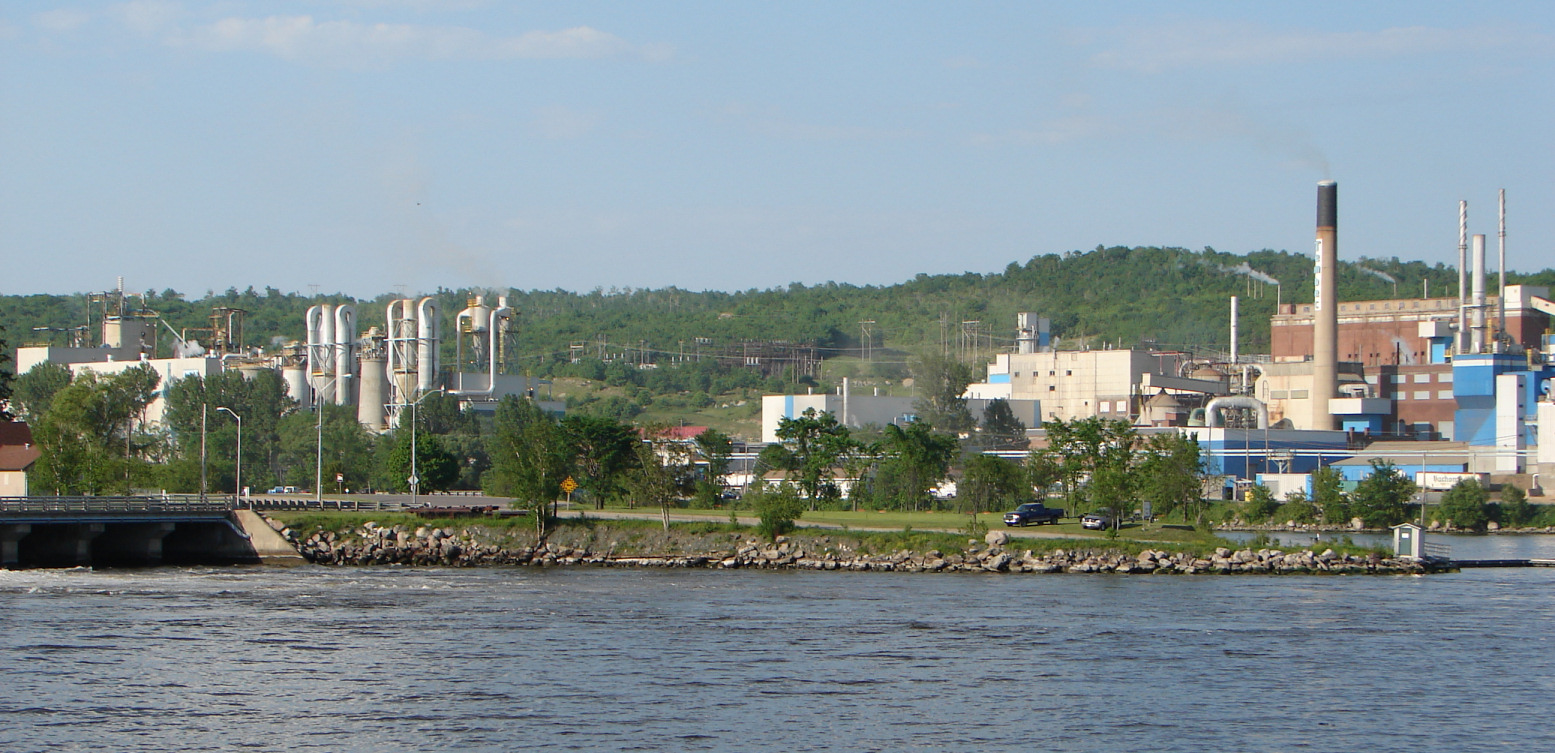
Vista de la ciudad de Témiscaming

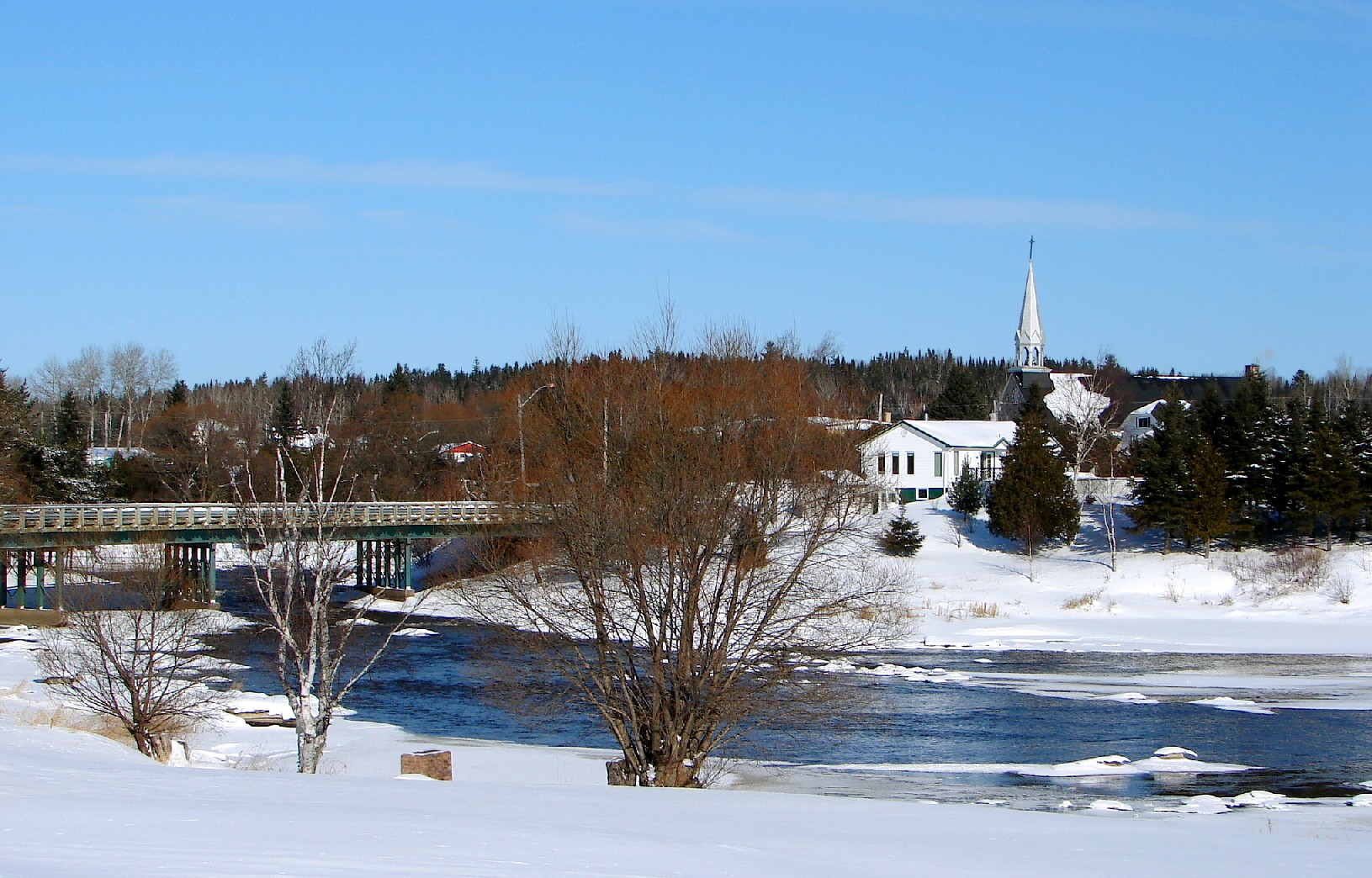
Rémigny

Los MRC, territorios equivalentes, condados o distritos limítrofes son Rouyn-Noranda al norte, de [La Vallée-de-l'Or]] al nordeste, de Pontiac al este, y en la vicina de Ontario, de Renfrew al sur, de Nipissing al suroeste y de Timiskaming al oeste. El MRC está en la encuentra de cuatro regiones naturales que son la planicie de Témiscamingue, la región arcillosa de Abitibi, el macizo de Laurentides del sur y el del norte. El MRC de Témiscamingue es cubierto de múltiples lagos como los lagos Témiscamingue, Simard, des Quinze, Dumoine, Kipawa, Decelles y Grand lac Victoria.

## Historia

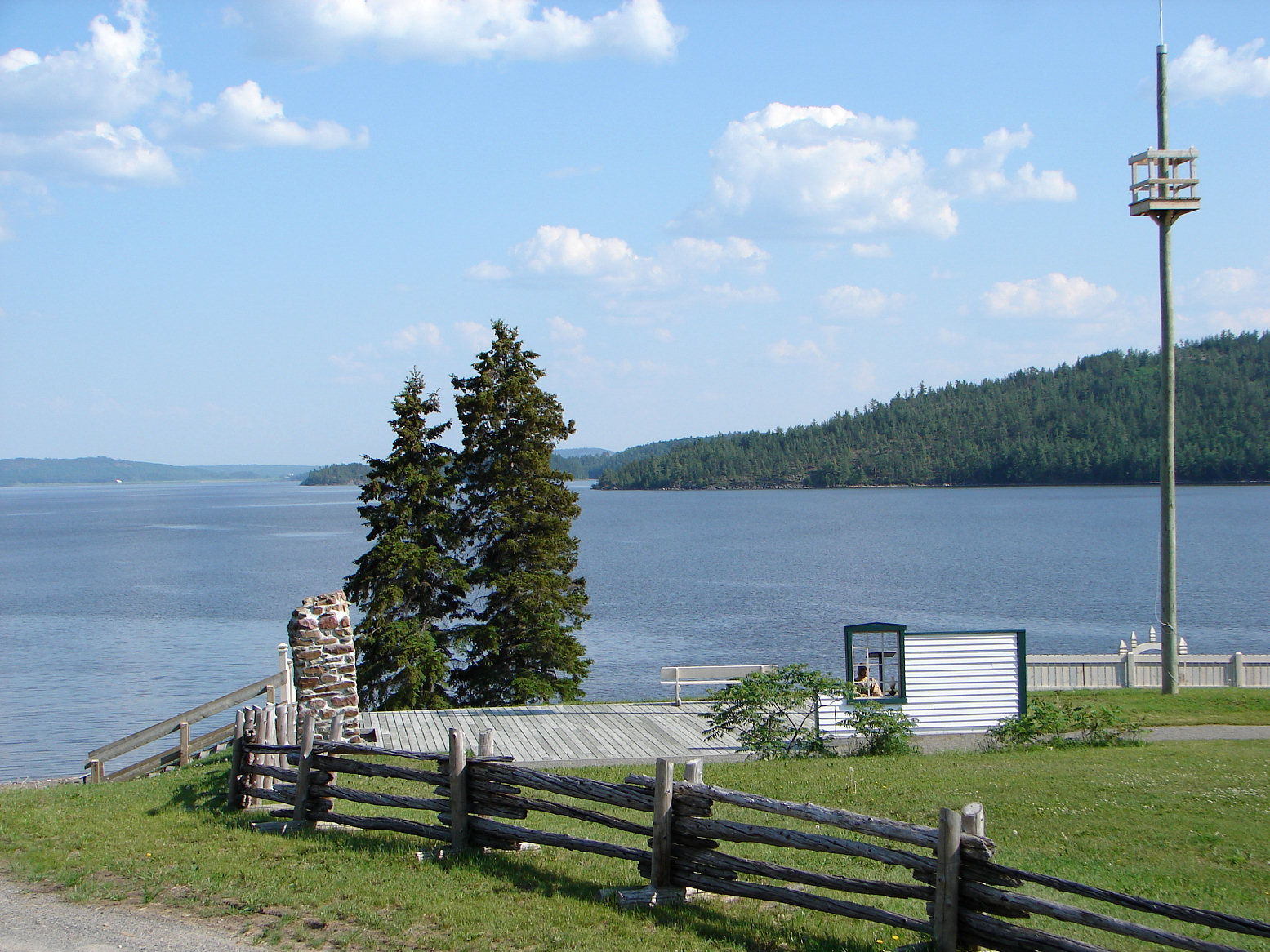
Fort Témiscamingue

El MRC fue creado en 1981 a partir del antiguo condado de Témiscamingue. El topónimo procede del algonquino «timiskaming», que significa «al lago profundo».

## Política
El MRC hace parte de las circunscripciones electorales de Rouyn-Noranda-Témiscamingue a nivel provincial y de Abitibi-Témiscamingue a nivel federal.

## Población
Según el Censo de Canadá de 2011, había 16 425 personas residiendo en este MRC con una densidad de población de 1,0 hab./km². La población ha decrecido de 3,3 % entre 2006 y 2011. El número de inmuebles particulares ocupados por residentes habituales resultó de 7051 a las cuales se suman 1443 otros que son en gran parte segundas residencias.

## Economía
La economía regional es basada sobre la industria forestal, el papel, la agricultura y la ganadería.

## Componentes
Hay 20 municipios y dos territorios no organizados en el MRC, además de cuatro comunidades indias.
| Código | Nombre                    | Tipo                     | Fecha de constitución | Área total (km²) | Área agua (km²) | Área tierra (km²) | Población 2013 | Densidad (hab./km²) |
| ------ | ------------------------- | ------------------------ | --------------------- | ---------------- | --------------- | ----------------- | -------------- | ------------------- |
| 85005  | Témiscaming               | Ciudad                   | 26.03.1988            | 862,60           | 147,84          | 714,76            | 2390           | 3,3                 |
| 85010  | Kipawa                    | Municipio                | 01.01.1985            | 47,11            | 11,19           | 35,92             | 484            | 13,5                |
| 85015  | Saint-Édouard-de-Fabre    | Parroquia                | 03.10.1912            | 217,25           | 27,59           | 189,66            | 651            | 3,4                 |
| 85020  | Béarn                     | Municipio                | 03.10.1912            | 552,54           | 53,71           | 498,83            | 793            | 1,6                 |
| 85025  | Ville-Marie               | Ciudad                   | 13.10.1897            | 12,57            | 6,87            | 5,70              | 2648           | 464,6               |
| 85030  | Duhamel-Ouest             | Municipio                | 20.02.1911            | 128,81           | 37,15           | 91,66             | 861            | 9,4                 |
| 85037  | Lorrainville              | Municipio                | 16.02.1994            | 87,64            | 0,99            | 86,65             | 1351           | 15,6                |
| 85045  | Saint-Bruno-de-Guigues    | Municipio                | 03.10.1912            | 186,46           | 60,53           | 125,93            | 1153           | 9,2                 |
| 85050  | Laverlochère              | Municipio                | 03.10.1912            | 107,34           | 2,53            | 104,81            | 711            | 6,8                 |
| 85055  | Fugèreville               | Municipio                | 05.02.1904            | 168,49           | 10,43           | 158,06            | 318            | 2,0                 |
| 85060  | Latulipe-et-Gaboury       | Cantones unidos          | 18.11.1924            | 299,87           | 28,60           | 271,27            | 307            | 1,1                 |
| 85065  | Belleterre                | Ciudad                   | 13.05.1942            | 607,14           | 60,32           | 546,82            | 292            | 0,5                 |
| 85070  | Laforce                   | Municipio                | 01.01.1979            | 591,17           | 156,71          | 434,46            | 515            | 1,2                 |
| 85075  | Moffet                    | Municipio                | 01.01.1953            | 427,72           | 87,96           | 339,76            | 197            | 0,6                 |
| 85080  | Angliers                  | Pueblo                   | 24.05.1945            | 384,77           | 89,78           | 294,99            | 305            | 1,0                 |
| 85085  | Saint-Eugène-de-Guigues   | Municipio                | 20.11.1912            | 116,78           | 7,62            | 109,16            | 466            | 4,3                 |
| 85090  | Notre-Dame-du-Nord        | Municipio                | 23.09.1919            | 90,11            | 15,00           | 75,11             | 1134           | 15,1                |
| 85095  | Guérin                    | Cantón                   | 08.11.1911            | 207,95           | 19,63           | 188,32            | 328            | 1,7                 |
| 85100  | Nédélec                   | Cantón                   | 01.02.1909            | 375,09           | 4,06            | 371,03            | 395            | 1,1                 |
| 85105  | Rémigny                   | Municipio                | 01.01.1978            | 997,09           | 102,95          | 894,14            | 282            | 0,3                 |
| 85802  | Kebaowek                  | Reserva india            | .                     | .                | .               | 0,20              | 284            | 1434,3              |
| 85803  | Hunter’s Point            | Asentamiento indio       | .                     | .                | .               | 1,22              | 27             | 22,1                |
| 85804  | Winneway                  | Asentamiento indio       | .                     | .                | .               | 0,48              | 317            | 655,6               |
| 85806  | Timiskaming               | Reserva india            | .                     | .                | .               | 18,19             | 540            | 29,7                |
| 85905  | Laniel                    | Territorio no organizado | 01.01.1986            | 542,13           | 18,19           | 408,31            | 81             | 0,2                 |
| 85907  | Les Lacs-du-Témiscamingue | Territorio no organizado | 01.01.1986            | 12 224,26        | 18,19           | 10 365,70         | 27             | 0,0                 |
| 850    | Témiscamingue             | MRC                      | 15.04.1981            | 19 253,0         | 2924,0          | 16 329,0          | 16 654         | 1,0                 |